# Rafael Vallet i Sabater
Rafael Vallet i Sabater (Sarrià, 1867 - Barcelona, 1956) fou un advocat i polític català, regidor de l'ajuntament de Barcelona.
Llicenciat en dret, fou soci de Foment del Treball Nacional i de la Societat Econòmica Barcelonesa d'Amics del País. Alhora fou president de l'"Asociación para el Fomento de la Enseñanza", oposada a les escoles racionalistes de Francesc Ferrer i Guàrdia. El 1909 va dirigir diverses campanyes contra la reobertura de les que foren clausurades durant la Setmana Tràgica. També fou contrari a l'agregació del municipi de Sarrià a Barcelona i el 1914 formaria el "Grupo Pro Sarrià".
El 1911 fou escollit regidor de l'Ajuntament de Barcelona per Defensa Social, grup que ell mateix fundà i del que en fou president de la secció de Gràcia de 1921 a 1935. També fou membre del Sometent de Sant Gervasi de Cassoles durant els anys del pistolerisme.
Decidit partidari de col·laborar amb la dictadura de Primo de Rivera, el 1926 fou nomenat diputat quart de la junta del Col·legi d'Advocats de Barcelona, càrrec que va ocupar fins a 1930. Durant la Segona República Espanyola es posicionà a favor de la dreta centralista espanyola, participant com a orador de la Dreta de Catalunya durant les eleccions al Parlament de Catalunya de 1932. Durant la campanya electoral de les eleccions generals espanyoles de 1936 col·laborà amb el Front Català d'Ordre.
Durant la guerra civil espanyola es posicionà a favor del bàndol nacional i en acabar el conflicte fou nomenat secretari del consell d'administració de Fomento de Obras y Construcciones.